# Podosesia aureocincta
Podosesia aureocincta är en fjärilsart som beskrevs av Purrington och Nielsen 1977. Podosesia aureocincta ingår i släktet Podosesia och familjen glasvingar. Inga underarter finns listade i Catalogue of Life.